# Свистухинская ГЭС
Свистухинская ГЭС — гидроэлектростанция в Ставропольском крае, у пос. Свистуха Кочубеевского района, на 12-м км Невинномысского канала.  Входит в состав Каскада Кубанских ГЭС (группа Барсучковских ГЭС), являясь его шестой ступенью. Первая по времени строительства гидроэлектростанция каскада и одна из старейших электростанций Ставропольского края. Собственником Свистухинской ГЭС является ПАО «РусГидро».

## Конструкция станции
Свистухинская ГЭС представляет собой низконапорную деривационную электростанцию с подводящей деривацией в виде канала. Станция работает в соответствии с режимом Невинномысского канала в базовой части графика нагрузок, водохранилищ или бассейнов регулирования не имеет. Установленная мощность электростанции — 11,76 МВт (в соответствии с действующей в России классификации относится к малым ГЭС), проектная среднегодовая выработка электроэнергии — 78,55 млн кВт·ч, фактическая среднемноголетняя выработка электроэнергии — 55,9 млн кВт·ч. Состав сооружений ГЭС:
- подводящий канал длиной 250 м, параболического сечения, выполненный в полувыемке-полунасыпи;
- холостой водосброс № 1 (старый), пропускной способностью 75 м³/с. Состоит из однопролётного оголовка, оборудованного плоским затвором, быстротока длиной 386 м, водобойного колодца и отводящего канала;
- холостой водосброс № 2 (новый), пропускной способностью 135 м³/с. Состоит из двухпролётного оголовка, оборудованного сегментными затворами, лотка-быстротока длиной 564 м, водобойного колодца и отводящего канала;
- двухпролётный водоприёмник, оборудованный плоскими затворами. Один из пролётов имеет пропускную способность 30 м³/с, второй 40 м³/с;
- двухниточный металлический напорный водовод, одна из ниток из которого имеет длину 327 м и диаметр 3,6 м, вторая — длину 334 м и диаметр 4 м;
- два уравнительных резервуара башенного типа, один высотой 16 м и диаметром 10 м, второй высотой 20 м и диаметром 12 м. В каждой башне установлены по два дисковых затвора, перекрывающих подачу воды в турбинные водоводы;
- четырёхниточные металлические напорные трубопроводы, служащие для подачи воды от уравнительных башен к гидротурбинам (турбинные водоводы). Две нитки имеют длину по 65,7 м и диаметр 2,5 м, другие две нитки — длину по 61 м и диаметр 2,8 м;
- здание ГЭС;
- отводящий канал длиной 250 м.

В здании ГЭС установлены 4 вертикальных гидроагрегата с пропеллерными гидротурбинами, работающими при расчётном напоре 19,8 м: 2 турбины типа ПР З0-В-160 (диаметр рабочего колеса 1,6 м) и 2 турбины типа ПР З0-В-180 (диаметр рабочего колеса 1,8 м). Турбины приводят в действие 2 гидрогенератора СВ-325/39-18УХЛ4 мощностью по 3,38 МВт и 2 гидрогенератора СВ-260/49-16УХЛ4 мощностью по 2,5 МВт. Турбины произведены на харьковском заводе «Турбоатом», генераторы в расположенном в Санкт-Петербурге предприятии «Электросила». С генераторов электроэнергия передаётся на два силовых трансформатора ТД-16000/110 ВМ У1, а с них — на комплектное элегазовое распределительное устройство (КРУЭ) напряжением 110 кВ. Также имеется комплектное распределительное устройство наружной установки (КРУН) напряжением 10 кВ. В энергосистему электроэнергия и мощность станции выдаётся по шести линиям электропередачи:
- ВЛ 10 кВ Свистухинская ГЭС — ПС Водоканал (Ф-132);
- ВЛ 10 кВ Свистухинская ГЭС — ПС Рыбхоз (Ф-135);
- ВЛ 10 кВ Свистухинская ГЭС — ПС Кольцевой (Ф-133);
- ВЛ 10 кВ Свистухинская ГЭС — п. Свистуха (Ф-134);
- ВЛ 110 кВ Свистухинская ГЭС — ПС Пригородная с отпайкой на ПС Темнолесская (Л-21);
- ВЛ 110 кВ Свистухинская ГЭС — ГЭС-4 (Л-22).

Сооружения и оборудование Свистухинской ГЭС
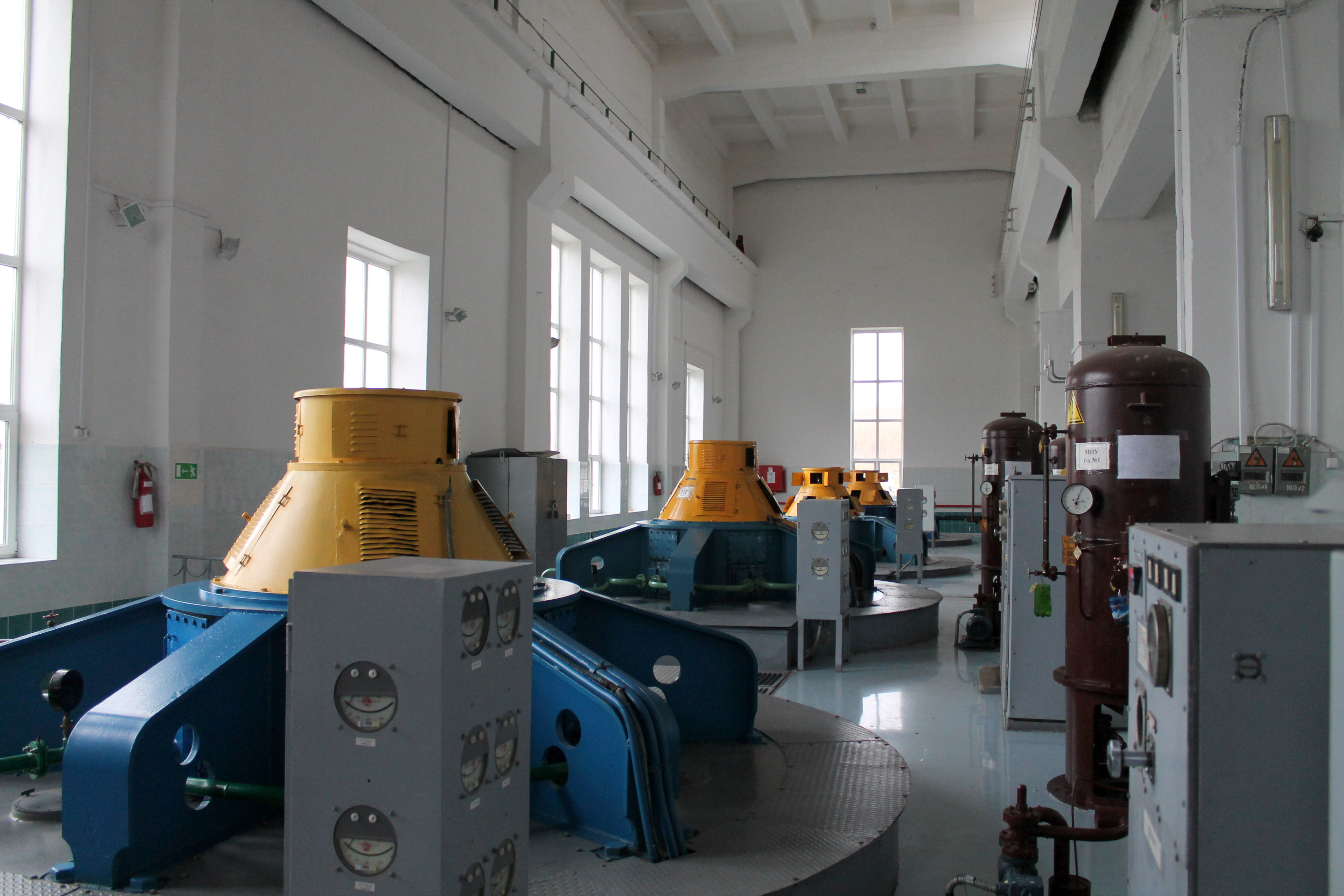
Машинный зал
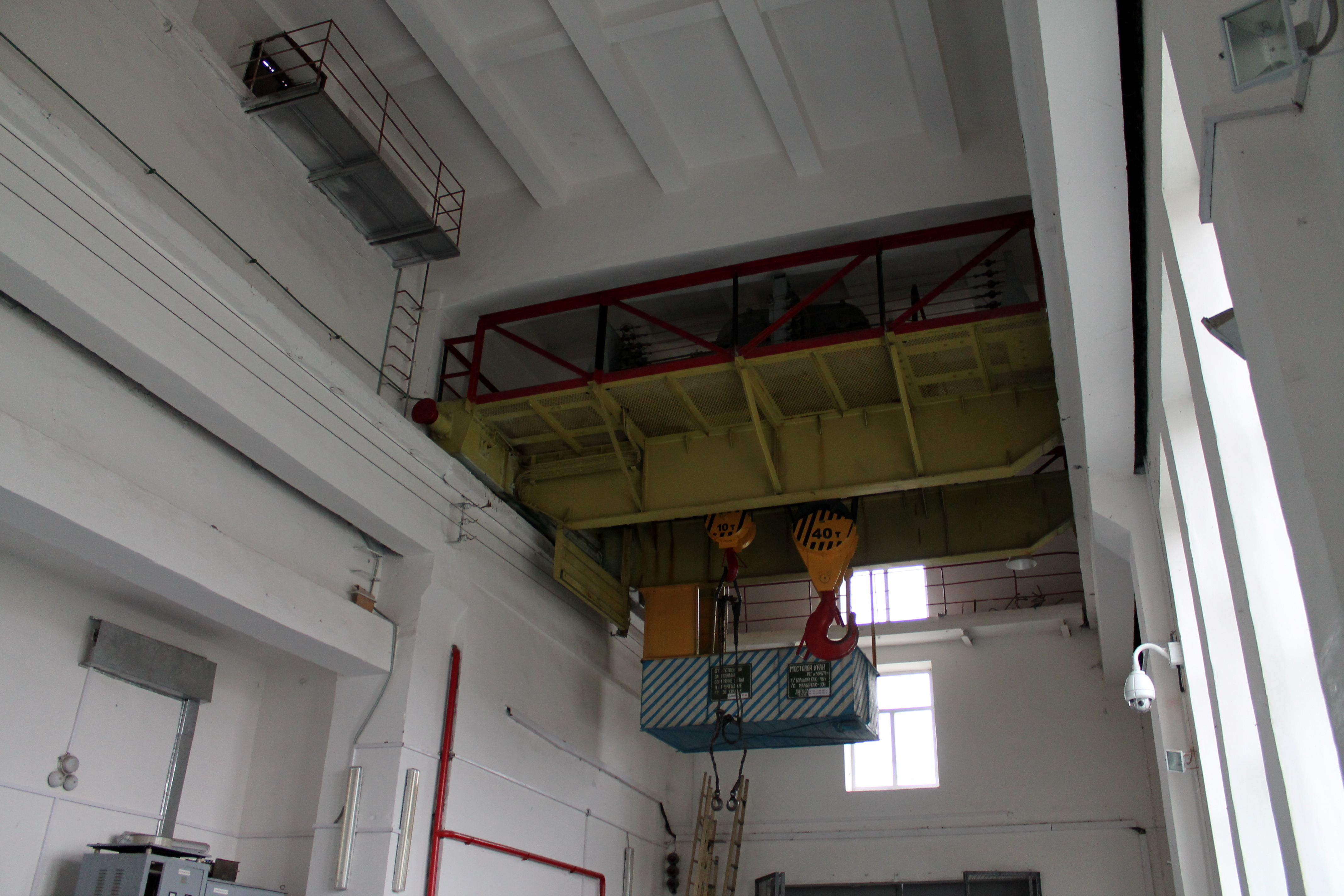
Кран машинного зала
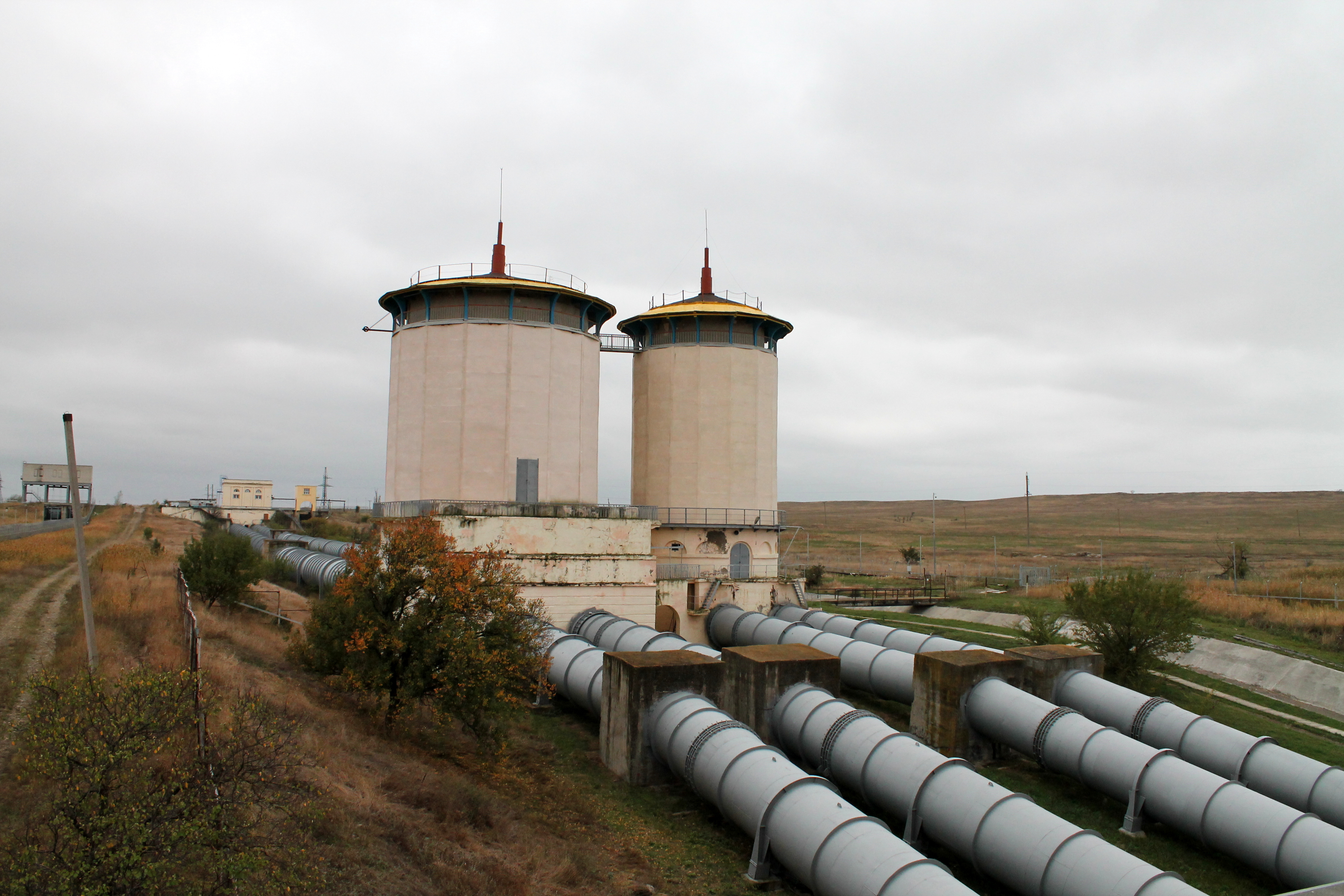
Уравнительные башни и турбинные водоводы
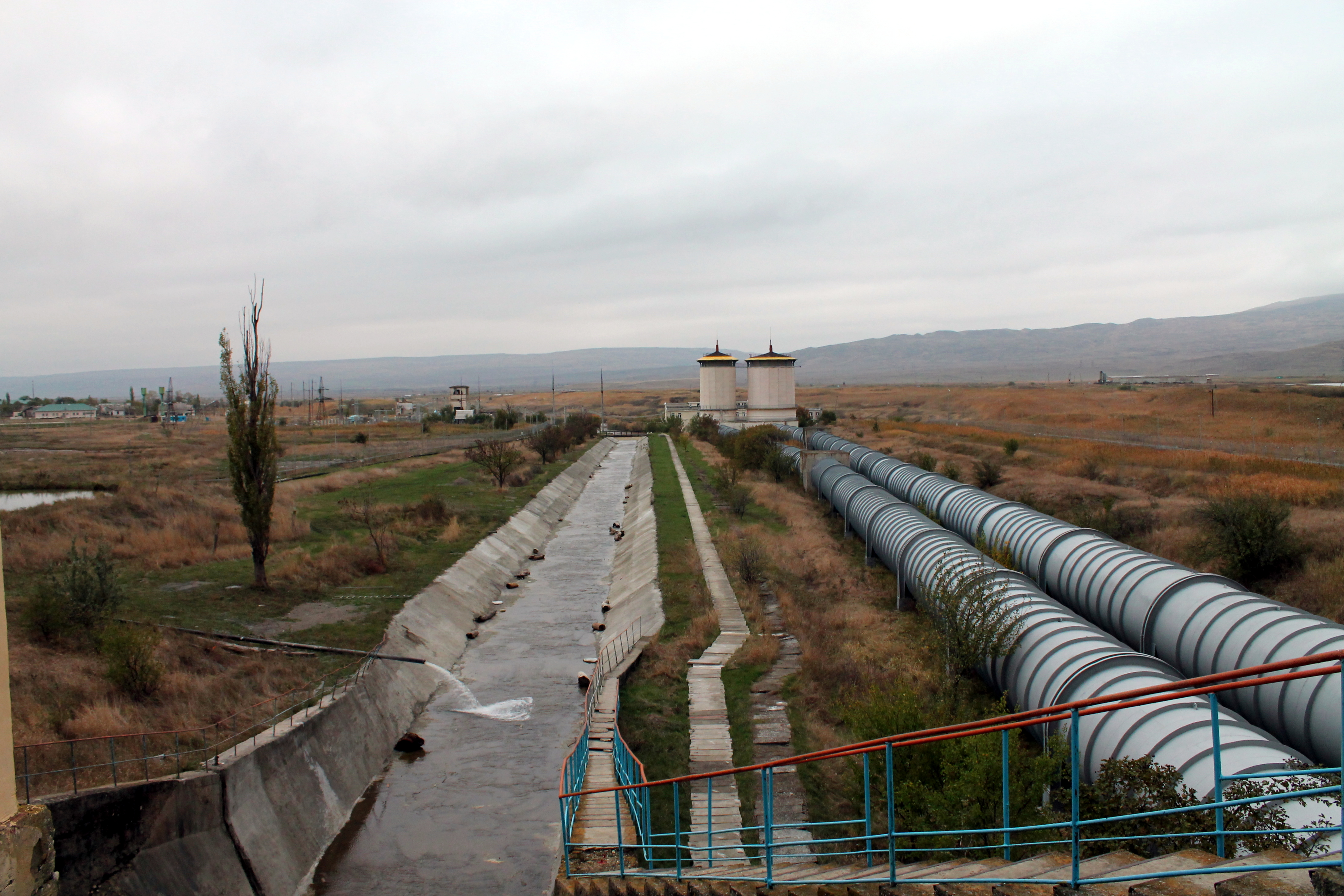
Напорный водовод и холостой водосброс № 1
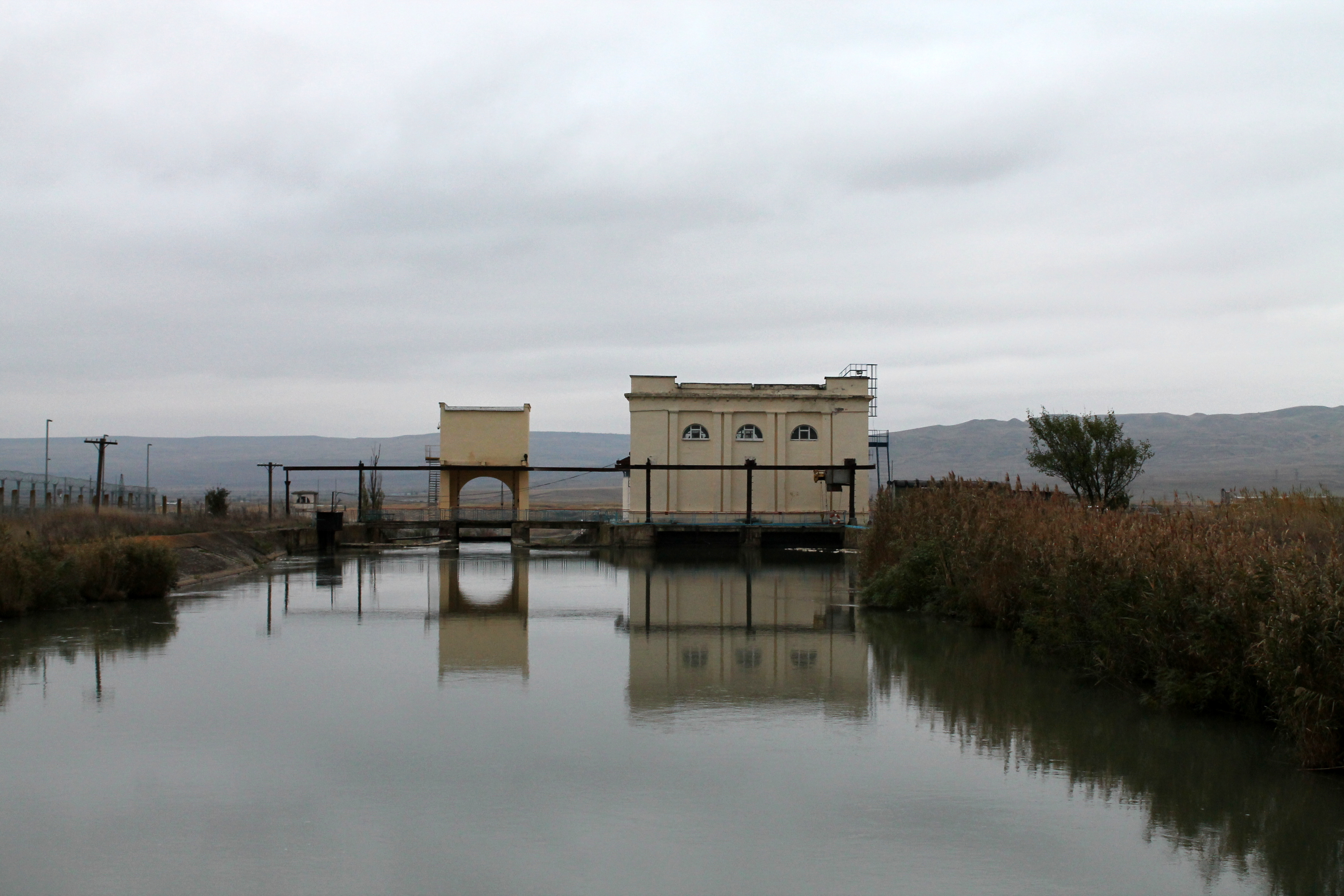
Водоприёмник и подводящий канал
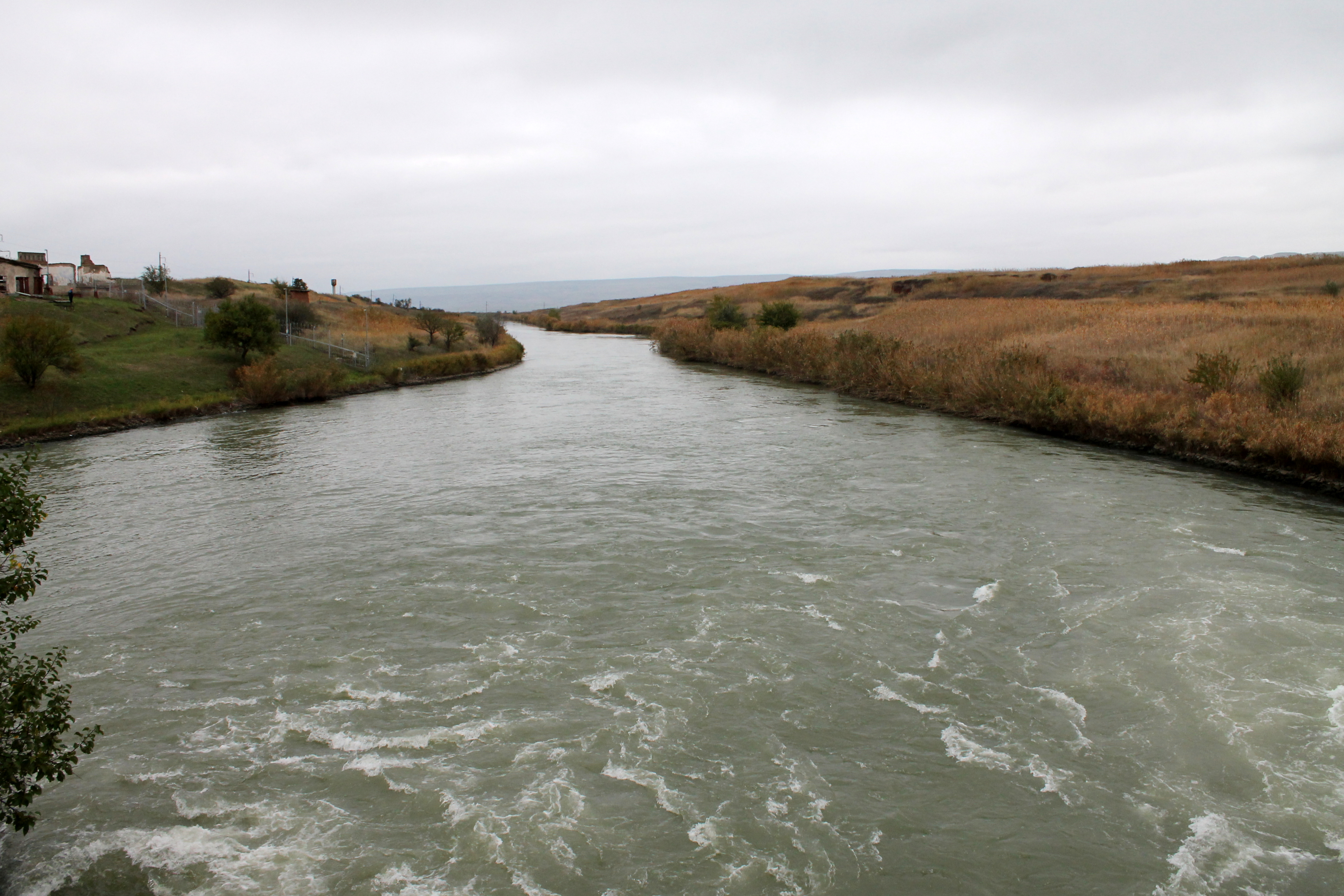
Отводящий канал
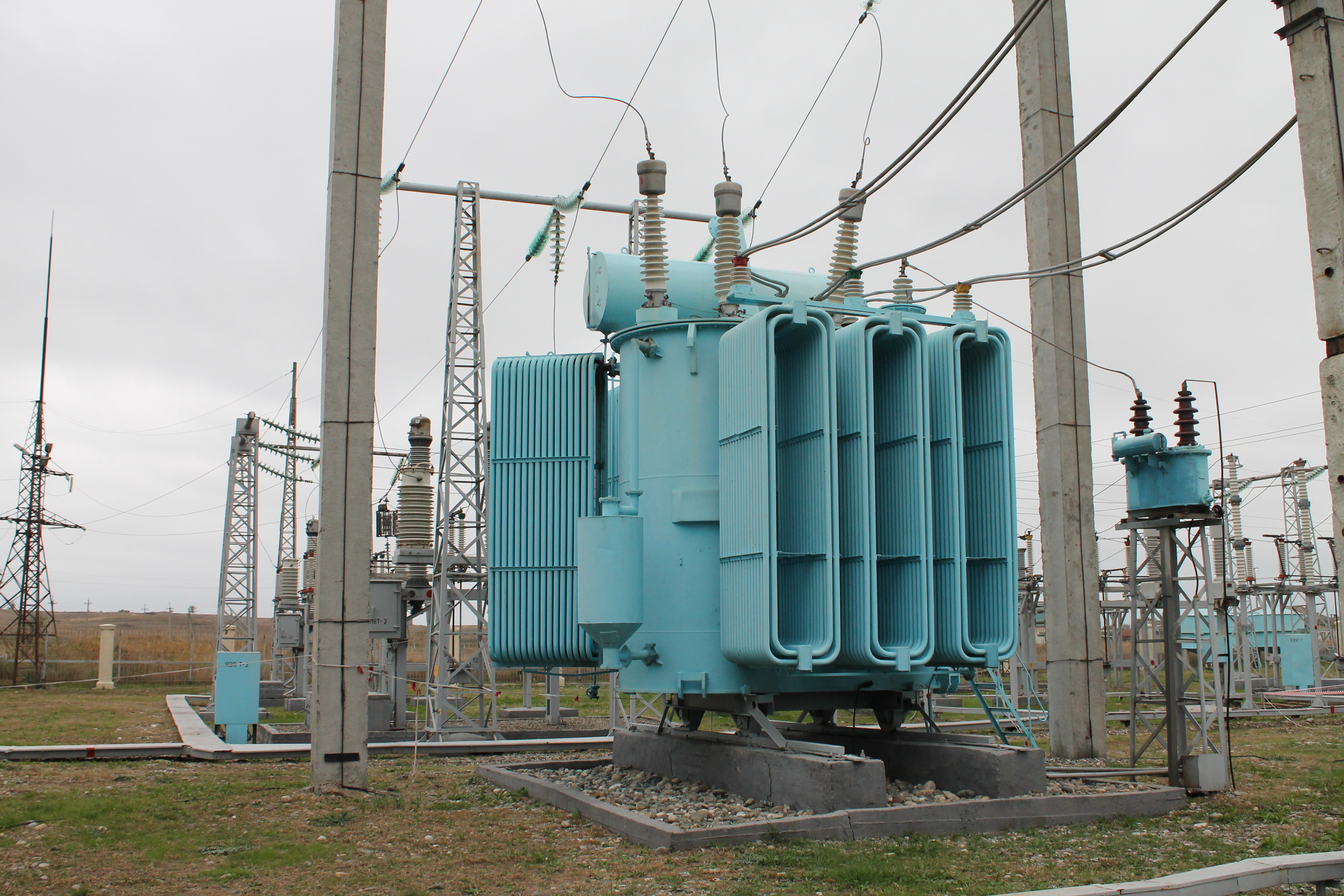
Силовой трансформатор

## История строительства и эксплуатации
В 1935—1940 годах в соответствии с Постановлением Совнаркома СССР была разработана Схема обводнения Ставрополья. Согласно ей, было намечено строительство двух обводнительно-оросительных систем: Кубань-Егорлыкской и Кубань-Калаусской (с 1968 года — Большой Ставропольский канал). Строительство Кубань-Егорлыкской системы (Невинномысского канала) было начато в 1936 году, к возведению Свистухинской ГЭС приступили в 1937 году. Сооружением канала и Свистухинской ГЭС занималась организация «Ставропольстрой». К началу Великой Отечественной войны был выполнен значительный объём работ, на стройплощадку были доставлены гидроагрегаты, которые при приближении немецких войск были закопаны в степи. 
29 февраля 1944 года в соответствии с решением ГКО СССР от 11 февраля 1944 года было принято постановление крайкома ВКП(б) о возобновлении строительства Невинномысского канала и Свистухинской ГЭС. Оборудование было возвращено на стройплощадку, но фактически достройка станции была возобновлена в 1945 году. Первая очередь Свистухинской ГЭС (два гидроагрегата общей мощностью 5 МВт) была введена в эксплуатацию в 1948 году, вторая очередь станции в составе ещё двух гидроагрегатов была пущена в 1954 году. В ходе строительства станции была произведена выемка 808,4 тыс. м³ и насыпь 24 тыс. м³ мягкого грунта, а также насыпь 5,2 тыс. м³ каменной наброски, дренажей и фильтров. Было уложено 18,3 тыс. тонн бетона и железобетона, смонтировано 1360 тонн металлоконструкций и механизмов.
В 1973 году Свистухинская ГЭС была передана во входящий в районное энергетическое управление «Ставропольэнерго» каскад Кубанских ГЭС. В 1988 году РЭУ «Ставропольэнерго» было преобразовано в Ставропольское производственное объединение энергетики и электрификации «Ставропольэнерго», на базе которого в 1993 году было создано ОАО «Ставропольэнерго». В 2005 году в ходе реформы РАО «ЕЭС России» Свистухинская ГЭС вместе с другими ГЭС каскада была выделена из состава ОАО «Ставропольэнерго» в ОАО «Ставропольская электрическая генерирующая компания», которое в свою очередь в 2006 году перешло под контроль ОАО «ГидроОГК» (позднее переименованного в ОАО «РусГидро». В 2008 году ОАО «Ставропольская электрическая генерирующая компания» было ликвидировано, и Свистухинская ГЭС вошла в состав филиала ОАО «РусГидро» — Каскад Кубанских ГЭС.
Свистухинская ГЭС неоднократно модернизировалась. В 1969 году деревянные деривационные трубопроводы были заменены на металлические. В 1992—1994 годах изношенные поворотно-лопастные турбины шведского производства (фирма KMW) были заменены на пропеллерные гидротурбины, в 1996—1997 и 2001 годах были заменены гидрогенераторы. После расширения в 1994 году Невинномысского канала пропускная способность станции стала недостаточной, в результате в ходе наводнения 2002 года произошёл перелив воды через холостой водосброс. Для решения этой проблемы был построен дополнительный холостой водосброс, введённый в эксплуатацию в 2005 году. В 2011—2012 годах были заменены силовые трансформаторы. В 2021 году открытое распределительное устройство было замененено на комплектное распределительное устройство элегазовое (КРУЭ).